# Kapu utca
A Kapu utca (románul: Strada Republicii, németül: Purzengasse) Brassó egyik turisztikai látványossága, a középkortól kezdve a történelmi központ főutcája és fő kereskedelmi artériája. Jelenleg sétálóutca, szinte minden épület földszintjén üzletek, éttermek, bárok, szuvenírboltok működnek, és a Főtér mellett itt zajlik a város társasági élete.
A Kapu utca a 14. században alakult ki a központi városmag délnyugat-északkelet irányú terjeszkedése során: a Főtértől az egykori északkeleti várfalig húzódott, ahol a Kapu utcai kapu zárta le. Előnyös elhelyezkedése miatt főleg tehetősebb polgárok lakták, és már a 16. század közepén a városerőd legdrágább, legelőkelőbb utcája volt. A 19. században, a várfalak lebontása után az utca tovább terjeszkedett északkelet felé.
Többször tűzvész pusztította, a ma álló házak legtöbbje a 18–19. században épült klasszicista, barokk, vagy eklektikus stílusban. Kevés kivétellel két vagy három szintesek, az utcafronton üzletek és éttermek vannak, maguk az épületegyüttesek mélyen hátranyúlnak a keskeny, hosszú telkeken. Erdély egyik legismertebb sétálóutcája, hírneve és hangulata a nagyszebeni Disznódi utcáéval vetekedik.

## Elnevezése
Okmányokban 1475-től utalnak rá, azonban név szerint csak 1522-ben említik először (Platea Porticae, azaz Kapu utca). Nem ismeretes, hogy a városkapu felépítése előtt hogyan nevezték az utcát. 1525-ben Portygas és Portzen gasse, 1620-ban Purtzgasse, 1689-ben platea Portae, vicus cui Purcz nomen est, 1800-ban Portzelgasse.
A német Purzengasse név a latin porta (kapu) szász Purzen elferdítéséből ered. A Főtér és a Michael Weiss utca közötti részét Felső Kapu utcának (Oberen Purzengasse), a fennmaradó részt Alsó Kapu utcának (Unteren Purzengasse) nevezték. Orbán Balázsnál Nagy utcaként jelenik meg, németül Herrengasse (urak utcája) néven is ismerték.
Románul Üstkészítők utcájának is nevezték (Ulița căldărarilor), ugyanis a későbbi időkben a rézműves céh tagjai lakták, és árulták itt portékáikat. Román neve 1918-tól Strada Regele Carol (Károly király utca), 1947-től Strada Republicii Populare (Népköztársaság utca), jelenlegi neve Strada Republicii (Köztársaság utca).

## Fekvése
A történelmi városközpontban helyezkedik el, a Főtértől (Piața Sfatului, Marktplatz) a Rezső körútig (Bulevardul Eroilor, Rudolfsring) húzódik. Több utca keresztezi, illetve ágazik el belőle: Tehénpiac (Strada Diaconu Coresi, Kühmarkt), Michael Weiss utca (Strada Michael Weiss), Szent János utca (Strada Sfântul Ioan, Johannisgasse), Barátok utcája (Strada Mihail Sadoveanu, Goldschmiedgasse), Csizmadia utca (Strada Politehnicii, Schustergasse). Tengerszint fölötti magassága 585 m. A vár Quartale Portica negyedéhez tartozott; ez a fertály magáról a kapuról kapta a nevét.

## Története

### A várfalakon belüli utca
A belváros többi nagy, délnyugat–északkelet irányú utcájához hasonlóan ez az utca is a Bolgárszeg felől érkező, több ágra szakadó patakok egyik ága mentén jött létre. A felső (Michael Weiss utcáig húzódó) rész 1325–1350 között alakult ki a főtéri Virágsor meghosszabbításával, az alsó rész pedig a 14. század második felében.
Az utca északkeleti végén, Brassó korai erődítményeivel együtt felépítették a város egyik kapuját, a Kapu utcai kaput, hogy védelmet nyújtson a török veszéllyel szemben. A kapu voltaképpen egy száz méter hosszú, bevehetetlen erődítmény-komplexum volt, melynek külső bástyájába egy felvonóhídon lehetett bejutni, innen pedig egy hosszú, több helyen lezárható folyosó vezetett a belső kapuig. A városi tanács 1602-es rendelete szerint a moldvai kereskedők csak ezen a városkapun keresztül léphettek be a városba, ezen keresztül hagyták el azt, és a Kapu utca fogadóiban szálltak meg. Hasonlóképpen a havasalföldi kereskedők a Kolostor utcai kaput használták és a Kolostor utcában (Strada Mureșenilor) szálltak meg.
Okmányokban legelőször 1475-ben említik az utcát, az ekkor készült adónyilvántartásban 91 szász és 2 magyar adófizetője volt. Előnyös elhelyezkedése miatt számos tehetősebb polgár lakta; ennek köszönhetően az utca kiváltságokat kapott, például lármás munkát folytató mesterek (kádárok, lakatosok, rézművesek) nem nyithattak itt műhelyt. Egy 1541-es jegyzék szerint a városerőd egyik legdrágább övezete volt (egy ház 50–700 forintba került, míg a párhuzamos Kórház utcában csak 12–40 forintba). Az utca hosszában egy csatorna folyt, mely a Köszörű-patakból hozta a vizet, és elvezette a szennyvizet. A kapubástya közelében, a falakon kívül egy tó volt, ahol a boszorkánysággal vádolt asszonyokat alávetették a vízpróbának, és 1688-ban ugyancsak a kapun kívül létesült a város római katolikus temetője.
Az utcát többször tűzvész pusztította. 1519-ben leégett az Alsó Kapu utca és a Michael Weiss utca, a nagy 1689-es tűzvészben szinte az egész városerőd megsemmisült, 1718-ban pedig főként a kapu rongálódott meg. A 18. századtól kezdődően már kőből és téglából építkeztek. A házaknak vastag falaik és masszív fából készült zsalugátereik voltak, hogy ellen tudjanak állni egy esetleges támadásnak és ostromnak. A homlokzat földszintjén volt az üzlet, a mellettük levő kapubejáratokat folyosók kötötték össze a belső udvarral, ahol a műhelyek, raktárak, istállók voltak; a családok jellemzően az emeleten laktak.
Az idők folyamán a Kapu utca képe megváltozott: a házak kicserélődtek, a környék elvesztette középkori jellegét. Míg a 19. század közepéig egy- és kétszintes, klasszicista és késői barokk homlokzatú házakból állt, a 19. század második felében megjelentek a többemeletes, eklektikus és szecessziós stílusú, az utca képébe nehezen illeszkedő épületek.

### A 19. század közepétől

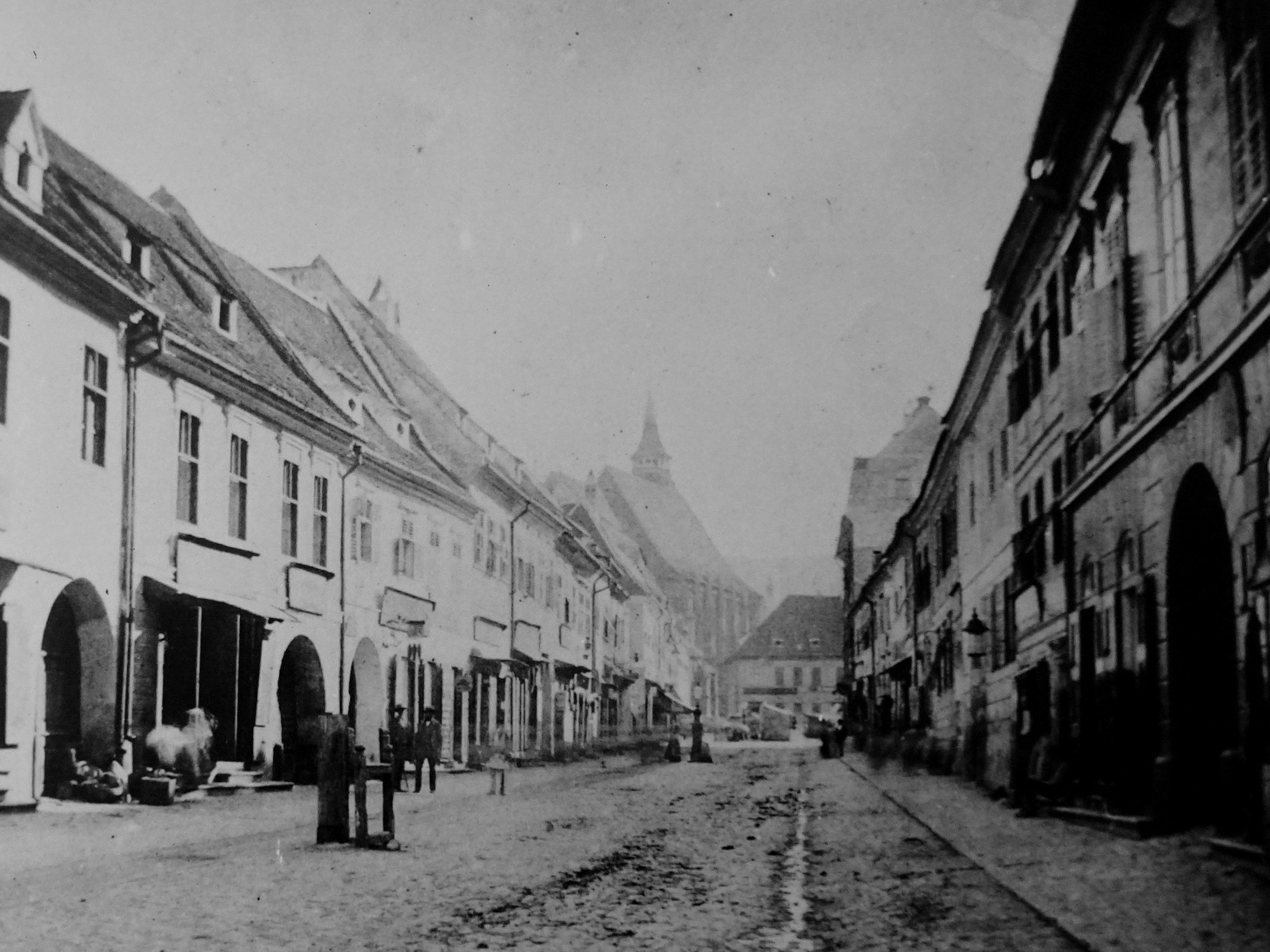
A Kapu utca 1861-ben

1857-ben a városkaput és a hozzá tartozó falakat lebontották, miután az 1802-es földrengésben helyrehozhatatlanul károsodtak. Ennek következményeként az utca tovább terjeszkedett északkelet felé: 1860 körül felépültek az 55–59 szám alatti bérházak, 1887-ben a Kertsch-villa (ennek a helyén áll ma a Modarom épület), az átellenes oldalon pedig az 1890-es években a Magyar Ipariskola (jelenleg a CFR regionális igazgatósága) és a Magyar Kereskedelmi Akadémia (jelenleg az egyetem épülete). Az egykori várfalak által közrefogott zwingerek helyén a Kapu utcára merőleges utcák alakultak ki: a Lakaros-zwingerből a Barátok utcája (ma Strada Mihail Sadoveanu), a Csizmadia-zwingerből pedig a Csizmadia utca (ma Strada Politehnicii). Az utca mentén folyó csatornát 1856-ban befedték, de Brassó földalatti csatornarendszere csak 1907–1908-ban készült el teljesen.
A 19. században sok üstkészítő mester lakta – Orbán Balázs „iszonyatosan kalapácsoló rézmüveseket” említ – azonban a század második felében a kézműipart fokozatosan kiszorította a gyáripar, és az épületek földszintjein a műhelyeket felváltották a kereskedések. A 20. század közepéig a Kapu utca Brassó fő kereskedelmi artériájaként szolgált, szinte teljes hosszában üzletek voltak a földszinten, nagyméretű kirakataik díszes tölgyfakeretben, árnyékvetővel. Legtöbbjüket szászok, néhányukat zsidók birtokolták. Szinte minden kapható volt: élelmiszer, csemegeáru, gyógyszerek, könyvek és irodaszerek, illatszerek, háztartási cikkek, textíliák, szőrmék, lábbelik, órák, sőt még kerékpárok is. Az utcát minden nap öntözték és felseperték; a boltok jellemzően hétfőtől szombatig 8–13 és 16–19 óra között tartottak nyitva.
Az 1944-es amerikai bombázás az utca több házát megrongálta. A hatalomra kerülő kommunisták 1948–1949 során államosították az épületeket és felszámolták a kereskedéseket, a régi kirakatokat eltávolították, a kapubejárókat beépítették, a házakat több lakásra osztották fel. Az autóforgalom számára az utca az 1970-es évekig nyitva állt, autóbuszjárat is közlekedett rajta, a Michael Weiss utcai kereszteződésben rendőr irányította a forgalmat. 1977-ben alakították át gyalogos utcává.
Az 1989-es rendszerváltás után ismét megnyíltak az üzletek, vendéglők, bárok, szuvenírboltok, és ez a központ legélénkebb utcája.

## Leírása
500 méteres hosszúságával és 69 épületével a városerőd harmadik leghosszabb utcája. A telkek keskenyek és hosszúak: az utcai homlokzatok legtöbbje 11–15 méter széles, míg a telkek hossza 40–60 méter; több udvar valóságos utca, ahonnan számos bejárat nyílik. A 19. század közepe előtt épült házak többsége kétszintes; régen a földszinten voltak a műhelyek és raktárak, az emeleten pedig a lakások. Az alábbi listában a házszámok a jelenlegi számozást jelölik.

### Északnyugati házsor

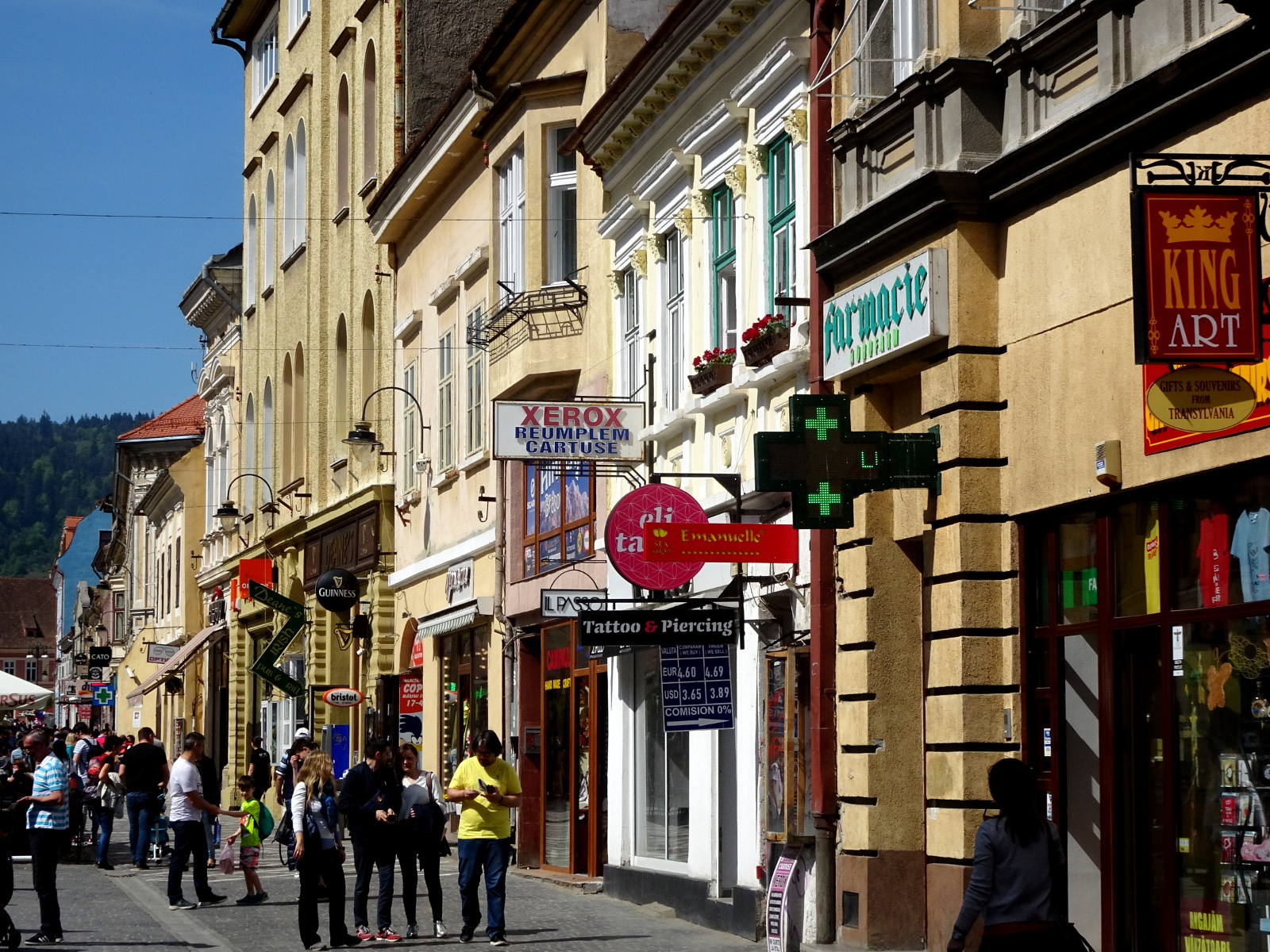
Az északnyugati házsor részlete

- A Kapu utca és a Főtér sarkán áll a Honigberger-ház; élete végén itt lakott Johann Martin Honigberger erdélyi szász orvos, gyógyszerész, orientalista, a homeopátia úttörője.[28] 1852-ben építtette a Bömches kereskedőcsalád; 1904–1948 között itt volt Heinrich Zeidner 1867-ben alapított kiadója és könyvesboltja.[29]
- A Kapu utca és a Michael Weiss utca sarkán álló házban volt a 19. század közepén a brassói kerületi hivatal. A jelenlegi épület a 19. század második felében épült a Trauschenfels család számára, Peter Bartesch városi főépítész tervei alapján.[29][30]
- 17. Jekelius-ház, az utca legrégibb épülete; a város azon kevés épületinek egyike, amelyek átvészelték az 1689-es tűzvészt. A korabeli épületekhez hasonlóan masszív falak, kis ablakok, és kevés külső díszítés jellemzi; korához képest modern és ellenálló, támpillérekkel erősített építmény volt, és ennek köszönhetően nem károsodott a tűzvészekben és földrengésekben. 1848-ban alapította meg benne Ferdinand Jekelius a város hetedik patikáját.[31]
- 35. A 19. század végén itt volt Heinrich Ostersetzer órásmester műhelye, aki Bécsben tanult és Brassó egyik legismertebb mestere volt; számos egyedi, különleges óraművet készített. 1904-ben a műhely elköltözött.[20]
- 43. Itt élt 1866 és 1877 között George Bariț történész.
- 45. 1791-ben itt épült fel a börtön épülete, melyet később laktanyaként, majd 1819-től katonai kórházként használtak. 1877-ben lebontották, és itt építették föl az Osztrák–Magyar Bank székházát. 1920–1950 között a Román Nemzeti Bank használta, mely később a főtéri Czell-palotába költözött. Jelenleg itt van az ügyészség.[1][32]
- 53. Új városháza. 1877–1878 között épült Peter Bartesch tervei alapján, mivel a régi főtéri városháza kicsinek bizonyult a városvezetés számára. 1892–1893 között kibővítették. Masszív, klasszicista stílusú épület; méreténél fogva uralja az utca északkeleti részét és ellensúlyozza az átellenes oldalon épült Ipariskola épületét. Az 1940-es évekig szolgált városházaként (ekkor a városvezetés az egykori pénzügyi palotába költözött), jelenleg irodáknak és üzleteknek ad otthont.[33]
- 55–59. Bachmeyer és Gyertyánfy házai, Mietpalast stílusban épültek a városkapu lebontása után.[1]
- A Kapu utca és a Rezső körút sarkán épült fel 1887-ben a Kertsch-villa, Brassó egyedi, merész stílusú épülete. Végső formáját 1899-ben nyerte el. Többször földrengés rongálta meg, 1944-ben pedig bombatalálat érte. 1970-ben lebontották, és itt építették fel a Modarom üzletházat.[34]

### Délkeleti házsor

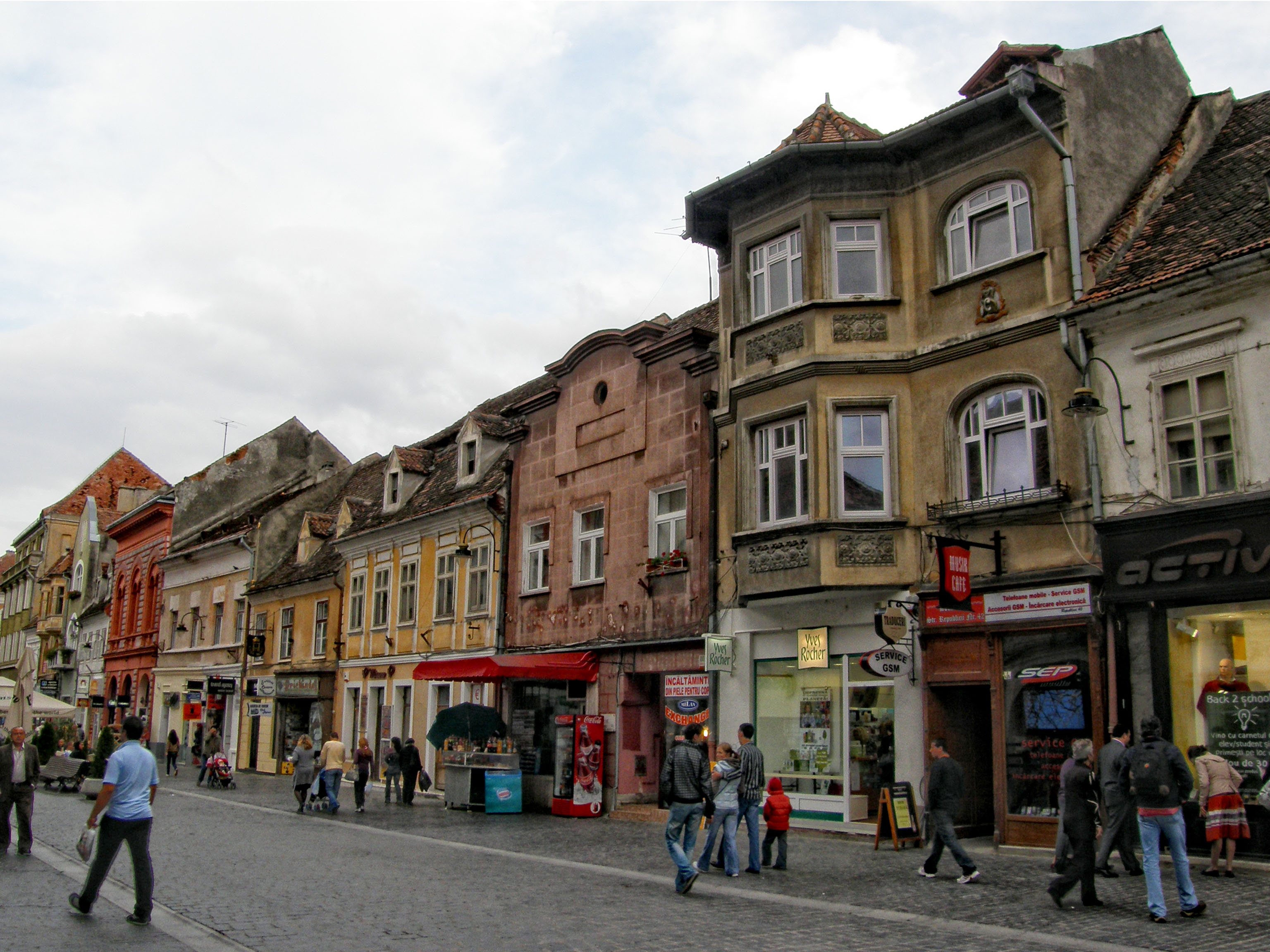
A délkeleti házsor részlete

- 2. A 20. század elején itt volt a Gabel-vendégfogadó, később az Orient török kávéház.[1] Az ajtókeret 1500-ból, az emeleti ablakkeretek 1583-ból, a famennyezet 1787-ből származik.[35]
- A Kapu utca és a Tehénpiac sarkán álló épületben volt a Wilhelm Scherg posztógyár üzlete, jelenleg vállalkozásoknak és orvosi rendelőknek ad helyet. Tervezője Halász Kálmán; ez a város egyetlen épülete, melynek nagyméretű hajlított üvegablakai vannak.[1]
- 10. 1902-ben épült, szecessziós stílusú, velencei gótikus motívumokkal díszített kereskedőház. A 19. század második felében ezen a helyen volt a Zum Weissen Hahn (Fehér kakashoz) vendégfogadó.[1]
- 14. Montaldo-ház, 1863–1864 között épült Josef Montaldo cukrászmester számára, Peter Bartesch tervei alapján. Földszintjén cukrászda volt, a tetőn négy nimfa és két ölelkező gyermek szobra. 1895–1900 között Baross Szálló, jelenleg lakóház.[1]
- 16. Bahmüller-ház, 1906-ban épült Friedrich Bahmüller csizmadiamester és cége (Goldenen Hammer, vagyis Aranykalapács) számára. Homlokzatán egy domborművön két mester tart egy Bahmüller feliratú szalagot, alatta egy fülkében egy babérkoszorúba helyezett kalapács látható.[1]
- A Kapu utca és a Michael Weiss utca sarkán volt a gazdag és befolyásos Hirscher család 1545-ben épült rezidenciája. A 20. század elején lebontották, és Albert Schuller városi építész vezetésével 1906–1908 között itt építették fel a Szász Nemzeti Bank székhelyéül szolgáló háromszintes épületet. A bank megszűnése után vállalkozások, irodák, üzletek költöztek ide.[36]
- 28. Itt lakott Szabó Béni képviselő, alpolgármester, a brassói magyar közösség meghatározó közéleti személyisége.[37]
- 30. A középkorban ezen a helyen egy fogadó volt, itt szállt meg 1467-ben Mátyás király.[28] A 20. században egy feltűnő utcai óra volt a házon, és ez a hely a fiatalok népszerű találkozóhelye volt.[2]
- 50. Itt volt Michael Mooser műhelye, aki 1899-ben Erdélyben először készített kerékpárokat.[38]
- 52. Friedrich Ridely kereskedő háza, Peter Bartesch tervei alapján épült.[39]
- 62. A ma is szállodaként működő Korona Szálló 1910-ben épült „szász nemzeti stílusban”, Albert Schuller tervei szerint. Korábban ezen a helyen a város egyik fürdőháza volt, mely 1689-ben leégett; a 18. században pedig egy sörfőzde és egy fogadó. A Korona Szálló az 1910-es években Erdély legmodernebb és legnagyobb szállodája volt, a két világháború között pedig a román értelmiségiek találkozóhelye.[40]
- A Kapu utca és a Csizmadia utca sarkán emelték 1897-ben a Magyar Ipariskola nagyméretű, klasszicista stílusú épületét. A tanintézmény magyar művelődési központ szerepét is betöltötte: itt működött a Magyar Kaszinó, a Magyar Polgári Kör, és a Dalárda. 1919-ben átvette a CFR, a román állami vasúttársaság.[33][37]
- A Kapu utca és a Rezső körút sarkán emelték 1891-ben a Magyar Kereskedelmi Akadémia épületét. 1920 után is kereskedelmi iskolaként működött, jelenleg a Transilvania Egyetem „N” szárnyának épülete.[12]

## Műemlékek
Az utcából 14 épület szerepel a romániai műemlékek jegyzékében, ezek közül egy (a Jekelius-ház) országos jelentőségű műemlék.
| \| Házszám \| Kép \| Megnevezés \| Építés dátuma \| Műemlék kódja \| \| ------- \| --- \| ---------------------- \| ---------------------- \| --------------- \| \| 1 \| \| Lakóház \| 19. század \| BV-II-m-B-11535 \| \| 2 \| \| Lakás és üzlethelyiség \| 1583, 1787, 19. század \| BV-II-m-B-11536 \| \| 4 \| \| Lakóház \| 16–17. század \| BV-II-m-B-11537 \| \| 8 \| \| Lakóház \| 18–19. század \| BV-II-m-B-11538 \| \| 15 \| \| Lakóház \| 18–19. század \| BV-II-m-B-11539 \| \| 17 \| \| Jekelius-ház \| 16. század \| BV-II-m-A-11540 \| \| 18 \| \| Lakóház \| 18. század \| BV-II-m-B-11541 \| \| 22 \| \| Lakóház \| 16. század, 1799, 1837 \| BV-II-m-B-11542 \| \| 29–31 \| \| Lakóház \| 18. század \| BV-II-m-B-11543 \| \| 33 \| \| Lakóház \| 18–19. század \| BV-II-m-B-11544 \| \| 35 \| \| Lakóház \| 1800 körül \| BV-II-m-B-11545 \| \| 38 \| \| Teutsch-ház \| 18. század \| BV-II-m-B-11546 \| \| 43 \| \| Bariț-ház \| 19. század \| BV-IV-m-B-11901 \| \| 48 \| \| Lakóház \| 18–19. század \| BV-II-m-B-11547 \| |     |                        |                        |                 |
| Házszám | Kép | Megnevezés             | Építés dátuma          | Műemlék kódja   |
| 1 |     | Lakóház                | 19. század             | BV-II-m-B-11535 |
| 2 |     | Lakás és üzlethelyiség | 1583, 1787, 19. század | BV-II-m-B-11536 |
| 4 |     | Lakóház                | 16–17. század          | BV-II-m-B-11537 |
| 8 |     | Lakóház                | 18–19. század          | BV-II-m-B-11538 |
| 15 |     | Lakóház                | 18–19. század          | BV-II-m-B-11539 |
| 17 |     | Jekelius-ház           | 16. század             | BV-II-m-A-11540 |
| 18 |     | Lakóház                | 18. század             | BV-II-m-B-11541 |
| 22 |     | Lakóház                | 16. század, 1799, 1837 | BV-II-m-B-11542 |
| 29–31 |     | Lakóház                | 18. század             | BV-II-m-B-11543 |
| 33 |     | Lakóház                | 18–19. század          | BV-II-m-B-11544 |
| 35 |     | Lakóház                | 1800 körül             | BV-II-m-B-11545 |
| 38 |     | Teutsch-ház            | 18. század             | BV-II-m-B-11546 |
| 43 |     | Bariț-ház              | 19. század             | BV-IV-m-B-11901 |
| 48 |     | Lakóház                | 18–19. század          | BV-II-m-B-11547 |